# Gastonia (dinossauro)
Gastonia é um gênero de dinossauro Ankylosauria que viveu na América do Norte durante o Cretáceo, há 125 milhões de anos. Estreitamente relacionado ao Polacanto ele tem um escudo sacro e grandes espinhos no ombro. Ele é também o primeiro dinossauro Polacantíneo já descoberto e também um dos mais letais e perigosos.